# Кудомозеро
Кудомозеро — пресноводное озеро на территории Анхимовского сельского поселения Вытегорского района Вологодской области.

## Физико-географическая характеристика
Площадь озера — 1,4 км². Располагается на высоте 152,9 метра над уровнем моря.
Форма озера двухлопастная: озеро разделено на два плёса (западный и восточный) узкой протокой, через которую перекинут автомобильный мост, по которому проходит дорога местного значения.
Берега озера каменисто-песчаные, преимущественно возвышенные.
С северо-западной стороны озера вытекает река Кудома, приток реки Вытегры, впадающей в Онежское озеро.
На озере около десятка безымянных островов различной площади, рассредоточенных по всей площади водоёма.
Населённые пункты вблизи водоёма отсутствуют.
Код объекта в государственном водном реестре — 01040100511102000019952.